# Josip Šilović
Josip Šilović, hrvaški pedagog in pravnik, * 8. september 1858, Praputnjak, † 9. maj 1939, Zagreb.
Šilović je bil rektor Univerze v Zagrebu v študijskem letu 1898/99 in profesor na Pravni fakulteti.
Šilović je bil ban Savske banovine.